# قرار مجلس الأمن التابع للأمم المتحدة رقم 1947
قرار مجلس الأمن التابع للأمم المتحدة رقم 1947، الذي تم تبنيه بالإجماع في 29 أكتوبر 2010، بعد التذكير بالقرار 1645 (2005)، أعاد المجلس التأكيد على دور لجنة بناء السلام التابعة للأمم المتحدة داخل المنظمة.
بدأ مجلس الأمن بإعادة التأكيد على أهمية بناء السلام الذي تقوم به الأمم المتحدة وضرورة استمرار الدعم في هذا المجال. وسلم بدور لجنة بناء السلام في تلبية احتياجات البلدان الخارجة من الصراع نحو السلام.
ورحب القرار باستعراض بناء السلام في الأمم المتحدة وطُلب من جميع الجهات الفاعلة التابعة للأمم المتحدة المضي قدما في التوصيات الواردة في التقرير لتحسين فعالية لجنة بناء السلام. واعترف المجلس بالدعم والموارد الكافية لجهود بناء السلام لمواجهة التحديات. صدرت تعليمات لمجلس بناء السلام بتقديم تقرير عن التقدم المحرز نحو تلبية التوصيات الواردة في الاستعراض في تقاريره السنوية إلى مجلس الأمن.
وأخيراً، طُلب إجراء استعراض شامل آخر لمدة خمس سنوات بعد اعتماد القرار الحالي.